# Tannerella forsythia
Tannerella forsythia es una especie de bacteria gramnegativa y anaeróbica de la familia Porphyromonadaceae. Está relacionada con enfermedades periodontales y es un miembro del complejo rojo de patógenos periodontales. El nombre científico anterior de T. forsythia era Bacteroides forsythus y Tannerella forsythensis.
Tannerella forsythia fue descubierto por la Dra. Anne Tanner, quien trabaja en el  Instituto Forsyth localizado en Cambridge, Massachusetts.
T. forsythia se ha identificado en lesiones ateroescleróticas. Al descubrir que al infectar ratones con T. forsythia inducía la formación de células espumosas y aceleraba la formación de lesiones ateroscleróticas. También se ha aislado en mujeres con vaginosis bacteriana. Se ha descubierto que la presencia de T. forsythia oral se relaciona con un mayor riesgo de cáncer de estómago.